# Carl Leibnitz
Carl Leibnitz (auch: Karl August Leibnitz; geboren 11. Oktober 1773 in Penig; gestorben 6. Januar 1851 in Stuttgart) war ein deutscher Opernsänger in der Stimmlage Tenor, Chorleiter und Theaterschauspieler.

## Leben
Der in Penig als Sohn von August Leibnitz geborene Carl Leibnitz besuchte von 1788 bis 1792 die höhere Schule in Chemnitz und studierte anschließend in Leipzig, wo er auch erstmals auf Konzerten auftrat.
Von November 1797 bis März 1803 trat Leibnitz am Nationaltheater Mannheim auf. Unterdessen hatte er am 9. Mai 1801 in Mannheim die dort geborene Katharina Christine Nicola (1783–1839) geheiratet, deren Rufname Christine Nicola war. Ebenfalls 1803 und 1804 arbeitete er am Hoftheater Kassel, von wo aus er sich mit seiner Ehefrau – erfolglos – am Berliner Hoftheater bewarb. Nach einem Intermezzo in Hannover ging das Ehepaar während der sogenannten „Franzosenzeit“ im Herbst 1804 nach Stuttgart, wo die beiden im selben Jahr am dortigen Hoftheater engagiert wurden; Carl Leibnitz sang hier zweite Tenorpartien.
Von 1802 bis 1817 bekam das Paar, das mehrfach Aufnahme in die Tagebücher des Schriftstellers Wilhelm Waiblinger fand, fünf Kinder, darunter der spätere Maler Heinrich Leibnitz und die spätere Hofpianistin und Klavierlehrerin Emilie Wilhelmine Florentine (1817–1894), die auch nach ihrer Hochzeit mit dem niederländischen Landschafts- und Theatermaler Anton Braakmann noch unter ihrem Geburtsnamen als Emilie Leibnitz auftrat.
Am 26. November 1817 korrespondierte Leibnitz mit Carl Maria von Weber, der noch am selben Tag ebenfalls brieflich antwortete.
Leibnitz trat vor allem als Tenorbuffo und gelegentlich als Chargenspieler auf.
Ab 1817 oder ab 1818 bis 1846 leitete Carl Leibnitz als Direktor den aus durchschnittlich etwa 60 Sängern bestehenden Singchor der Stuttgarter Oper. Am 1. Juli 1845 wurde er – als 72-Jähriger – in den Ruhestand versetzt.
Carl Leibnitz starb am 6. Januar 1851 im Alter von 77 Jahren in Stuttgart.